# Voldöppberg
Der Voldöppberg (auch Brandenberger Joch) ist ein 1509 m ü. A. hoher Berg in den Brandenberger Alpen. Er bildet die westlichste Erhebung im Pendlingzug, dem östlichen Teil der Gebirgsgruppe.

## Anstiege
Der mit einem Gipfelkreuz versehene, das Tal der Brandenberger Ache beherrschende Berg kann auf markierten Wegen von Kramsach über die Bärengrube oder von Brandenberg über die Heumöser-Alm bestiegen werden.

## Karte
- Bundesamt für Eich- und Vermessungswesen: Österreichische Karte 1:50000 Blatt 120 Wörgl